# Бандитки (фільм)
«Бандитки» (англ. Bandidas) — вестерн 2006 року, знятий спільно США, Францією і Мексикою. Продюсером і автором сценарію є Люк Бессон. У головних ролях знялися Пенелопа Крус, Сальма Хаєк, Стів Зан, Сем Шепард, Дуайт Йокем та Ісмаель «Іст» Карло.
Прем'єра фільму відбулася 18 січня 2006 року в Росії, Франції та Бельгії. У США фільм вийшов 22 вересня 2006 року, але в обмеженому прокаті. Загальносвітові збори фільму склали трохи понад 18 мільйонів доларів.
Теглайн фільму: «Definitely wanted».

## Сюжет
Фільм розповідає про двох дівчат, Марію Альварес і Сару Сандоваль. Марія — бідна селянська дівчина. Сара — дочка великого землевласника, яка повернулася після навчання з Європи. Несподівано на батьків обох дівчат жорстокий американський землевласник Тайлер Джексон і його люди скоїли напад для того, щоб забрати у них землю; батько Сари був отруєний, батько Марії — важко поранений. Тайлер намагається зробити Сару своєю коханкою, але та втікає, і приймає рішення пограбувати банк, що належав її батькові. У банку вона зустрічається з Марією, яка вирішила пограбувати цей же банк. Дівчата сваряться, але побачивши з вікна Тайлера, об'єднуються. Для того, щоб помститися, вони вирішують грабувати банки, віддаючи гроші пограбованим мексиканцям, які втратили свої землі.
Вони йдуть в навчання до професійного грабіжника Біллі Баку, який вчить їх не тільки фізичній підготовці, але і взаємній довірі.
Після декількох пограбувань для упіймання бандиток Джексон запрошує детектива Квентіна Кука. Незабаром Сара і Марія дізнаються про нього, переодягнувшись дівчатками з місцевого кабаре, прокрадаються до нього в готельний номер, де примудряються не лише розповісти йому, що насправді відбувається в місті, а й повчити Марію цілуватися. Вони ведуть його в один з банків для того, щоб показати документи на захоплені землі. Для того, щоб вийти з банку, вони інсценують викрадення Квентіна.
Квентін починає брати участь в їх пограбуваннях, причому дівчата весь час вимагають до себе його уваги. Одне з пограбувань закінчується їх затриманням, але мексиканці звільняють бранців.
Джексон приймає рішення перевезти гроші на територію США, обдуривши уряд Мексики. Дівчата проникають _ поїзд і ловлять його. Квентін їде разом із власною звільненою нареченою, що теж опиняється на потязі. Марія і Сара приймають рішення виїхати грабувати європейські банки, адже вони, за словами Сари, «набагато більші».

## У ролях
- Сальма Хаєк — Сара Сандовал
- Пенелопа Крус — Марія Альварес
- Стів Зан — Квентін Кук
- Двайт Йокем — Тайлер Джексон
- Одра Блейзер — Кларисса Еше
- Сем Шепард — Білл Бак
- Едгар Вівар — менеджер банку